# Erich von Stroheim
Erich von Stroheim (Beč, 22. rujna 1885. – Maurepas pokraj Pariza, 12. svibnja 1957.), američki filmski redatelj i glumac austrijskog porijekla.
Počeo je kao asistent D.W. Griffitha. Kao redatelj utjecao je na razvoj filmske umjetnosti, posebno filmom "Pohlepa", smionim antikomformističkim ostavarenjem, u kojem s naturalističkom bezobizrnošću ukazuje na bijedu i apsurdnosti svijeta u kojem živi. I u ostalim filmovima pokazao je smisao za realističko oslikavanje likova i sredina te za psihološku analizu.